# Teknik på farfars tid
Teknik på farfars tid er et privatejet museum med fokus på tekniske ting fra det tidlige 1900-tal som ligger i bydelen Berga i Helsingborg.
Museet åbnede i 1970 som "Helsingborgs Automotive" af ingeniør Bengt Strand og var grundlagt på hans omfattende samlinger af forskellige kuriosa og historiske genstande. Museet har til huse i en 5.000 kvadratmeter stor bygning i et industriområde i bydelen Berga. I samlingerne indgår et antal veteranbiler, over 20 ældre traktorer, lantbrugsmaskiner, motorcykler, knallerter, dampmaskiner, og til og med fly. Museet indeholder også en komplet landhandel fra århundredskiftet 1900 og en ældre smedje med bilværksted, som tidligere lå i Fleninge uden for Helsingborg. Museet har også et antal radioapparater og anden radioudrustning, TV-apparater, vareautomater, telefonudrustning, fotografi- og filmudrustning, legetøj og andre genstande fra de seneste århundreder. Bengt Strand fik Helsingborgs Kulturpris i 1989.